# 145534 Джонда
145534 Джонда (145534 Jhongda) — астероїд головного поясу, відкритий 1 квітня 2006 року.
Тіссеранів параметр щодо Юпітера — 3,343.